# Smolikas
Smolikas ((grčki: Σμόλικας, vlaški: Smolcu)  je druga grčka planina po visini sa svojih 2637 metara, odmah iza Olimpa. Smolikos je pojedinačno najviša planina u planinskom lancu Pindskom gorju. 

## Zemljopisne odlike
Magistralna grčka cesta GR-20 (Kozani - Siatista - Janjina) prolazi zapadno od planine. Planina Smolikas duga je 15 do 20 km od istoka prema zapadu, i široka oko 10 km u pravcu sjever - jug.  Rijeka Aoos teče pored planine u pravcu jugozapada.
Planina je geološki oformljena od vulkanskih stijena. Tijekom ledenog doba sjeverne i istočne vrtače i doline su bile potpuno zaleđene u nekoliko navrata. Posljednji takav period zaleđivanja bio je prije 11 500. godina.
Najniži dijelovi pokriveni su šumama bukovim šumama. Na nešto višim dijelovima planine dominiraju šume dominiraju niskog drveća; bora i smreke. Na višim dijelovima prevladavaju travnjaci, s niskim grmljem a na najvišim dijelovima nema nikakve vegetacije.
Na planini se odmah pored vrha nalazi malo alpsko glacijalno jezero drakolimni Smolika. 
Na Smolikasu ima planinskih sela do kojih vode šumski putevi, kao i pješačke staze.

## Susjedne planine
- Ligkos, prema jugoistoku
- Timfi, prema jugu
- Gramos, prema sjeverozapadu

## Vanjske poveznice
- Flora grčkih planina  Arhivirana inačica izvorne stranice od 17. svibnja 2008. (Wayback Machine)